# Ван Эг, Сабин
Сабин Ван Эг (фр. Sabine Van Heghe) — французский политик, сенатор, член партии Гражданское и республиканское движение.

## Биография
Родилась 8 сентября 1960 г. С 2001 года является вице-мэром города Дурж по вопросам финансов и коммуникаций. В 2008 году была избрана в Генеральный совет департамента Па-де-Кале.
В октябре 2017 г. Сабин Ван Эг была включена под вторым номером в список социалистов на выборах в Сенат Франции от департамента Па-де-Кале. Этот список, возглавляемый президентом Совета департамента Па-де-Кале Мишелем Дагбером, получил 22,29 % голосов и два места в Сенате, одно из которых заняла Ван Эг.

## Занимаемые выборные должности
03.2001 — 01.11.2017 — вице-мэр города Дурж 

16.03.2008 — 29.03.2015 — член генерального совета департамента Па-де-Кале от кантона Лефоре 

с 01.10.2017 — сенатор Франции от департамента Па-де-Кале